# Albaziners
Albaziners (Russisch: албазинцы, Chinees: 阿尔巴津人, Hanyu pinyin: āěrbājīnrén) zijn een van oorsprong Russische bevolkingsgroep die vanaf de tweede helft van de zeventiende eeuw in Peking wonen. De nazaten van de eerste generaties sinificeerden, maar een aantal wist tot in de twintigste eeuw hun oorspronkelijk Russisch-orthodoxe geloof te behouden. Hun aanwezigheid in Peking en het pogen hen voor geloofsafval te behoeden was de belangrijkste formele reden voor de stichting van de Russisch-orthodoxe missie in China. Die missie functioneerde vanaf 1727 tot 1949. Enkele honderden inwoners van Peking traceren in de eenentwintigste eeuw hun afkomst nog naar de eerste generatie Albaziners.

## Achtergrond

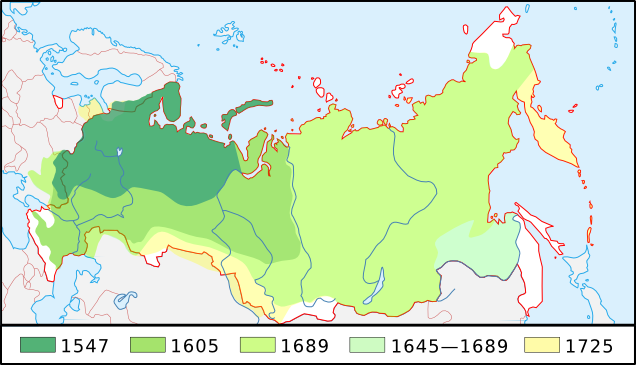
De Russische expansie naar het oosten, 1547-1725

In de periode van de Russische expansie naar het oosten trok de Kozak Vasili Danilovitsj Pojarkov in 1643 vanaf Jakoetsk naar het zuiden en bereikte de rivier Amoer. Hij voer deze af tot aan de monding. In 1650 plunderde Jerofej Chabarov de streek Daurië en legde de lokale Daur en Evenken de jasak, een belastingplicht op. Pojarkov beschreef enthousiaste verhalen over het gebied rond de Amoer. Hij meldde vruchtbare valleien, brede rivieren en een overvloed aan sabelmarters en vis. De Russische aanwezigheid in het gebied werd verankerd in een aantal versterkte nederzettingen, waarvan het fort Albazin de belangrijkste zou worden.
De Russen stuitten kort daarna op troepen van wat zij de bogdojski chan noemden: afgeleid van het Mongoolse Bogda Chan was dit de Russische benaming voor de keizers van de Ming-dynastie en de vroege Qing-dynastie. Deze troepen trachtten eveneens stammen in het gebied belastingplichtig te maken. De Russen gingen er eerst van uit dat dit een Mongoolse stam was. Het waren echter Mantsjoes. Die verdreven in 1658 de Russische troepen uit de regio van de Amoer. Er werd echter geen vervolg aan deze actie gegeven, dus diverse Russische groepen begonnen er zich daarna weer te vestigen.
Er bleef nog enige tijd een onduidelijke situatie in het gebied. De eerste oorzaak was dat beide partijen de ander moeilijk konden plaatsen. De Russen hadden aanvankelijk geen notie dat deze bogdoiskii onder keizerlijk gezag vanuit Peking opereerden. De Mantsjoes konden zich aanvankelijk niet voorstellen dat de Russische troepen daar aanwezig waren op basis van in Moskou geformuleerd beleid. Pas met de aankomst van de Russische delegatie van Milovanov in Peking in 1671 werd dat onderdeel van de situatie voor beide partijen duidelijk.
De tweede oorzaak was het feit, dat de Chinese keizer Kangxi prioriteit diende te geven aan het neerslaan van de opstand van de Drie Leengoederen onder leiding van Wu Sangui in het zuiden van China. Pas na 1681 kon de aandacht op de situatie in het noorden gericht worden.

## De komst van de eerste Albaziners in Peking

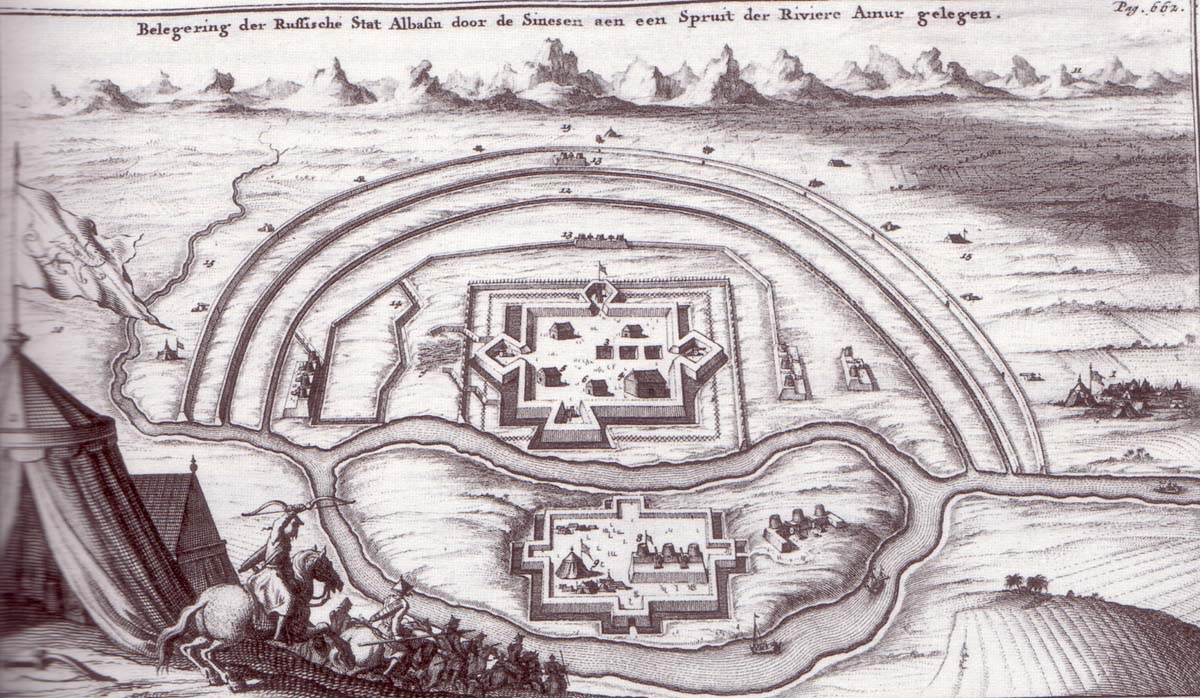
Belegering door Chinese troepen van het Russische fort Albazin, Nederlandse gravure uit de zeventiende eeuw

In 1683 werd een Russische patrouille van ongeveer 70 soldaten uit het fort Albazin die bij een aantal stammen belasting kwam innen geconfronteerd met een aanzienlijk grotere groep Mantsjoes. Er zijn meerdere bronnen met een wat verschillende interpretatie over de aard van de ontmoeting. Er zijn bronnen die melden dat een groot deel van de Russen gevangengenomen werd en weggevoerd. Er zijn ook bronnen die melden dat de commandant van de Mantsjoes de Russen een aanbod deed om in dienst van de keizer Kangxi te komen. Vast staat dat ongeveer 50 Russen, waaronder de bij de patrouille aanwezige priester Maksim Leontev, uiteindelijk in Peking arriveerden. De Russen werden daar gekleed, gehuisvest in het uiterste noorden van de stad en konden een of meerdere vrouwen kiezen. Dat waren over het algemeen vrouwen van mannelijke Chinese gedetineerden. Een leegstaand boeddhistisch gebedshuis werd ter beschikking gesteld aan Maksim Leontev om daar een Russisch-orthodoxe kerk te vestigen.
In 1685 wisten de Mantsjoes na een belegering het fort Albazin in te nemen. Het fort werd met de grond gelijk gemaakt, maar een icoon van Nicolaas de Wonderdoener uit de kerk van het fort werd meegenomen en aan Maksim Leontev gegeven. Het gebedshuis in Peking kreeg dan ook de naam van Nicolaaskerk. Vanaf die periode gingen Mantsjoes en Chinezen in China verblijvende Russen Albaziners noemen.
Er hadden zich al eerder Russen in Peking gevestigd. In 1677 meldde een Russische gezant, Spafari, met dertien Russen in de hoofdstad gesproken te hebben. In zijn verslag beschreef hij hen als over het algemeen als deserteurs die het leven in de forten in Siberië beu waren. Ook na de groep van de priester Maksim Leontev arriveerden er Russen, avonturiers, outlaws en frontiermen.

## De eerste decennia in Peking
Het feitelijke aantal Russen in Peking rond 1685 is onbekend. Het aantal was echter groot genoeg om een Russische compagnie binnen het vendelsysteem te gaan vormen. Al eind 1685 werd die als de zeventiende compagnie opgenomen binnen het vierde regiment van het Gerande Gele Vendel. Zij kregen een eigen commandant, de Tataar Anani Oeroeslanov, die de daarbij behorende rang verkreeg. Andere Russen, waaronder Maksim Leontev, kregen eveneens een rang binnen het vendelsysteem. De Russen ontvingen een uitkering, een woning, voedsel en kleding en een stuk land om te verbouwen. De compagnie moest een deel van het noorden van Peking bewaken. Hun woningen lagen in het district waar ook de depots aanwezig waren van berkenhout uit Mantsjoerije. Een deel van de Russen hield zich dan ook bezig met het maken van bogen uit dit hout. Daarnaast waren de Russen en hun gezinnen actief als straatverkopers. Na het Verdrag van Nertsjinsk in 1689 kwamen er Russische karavanen aan in Peking. De Albaziners boden zich aan als gids, bemiddelaar en tolk.

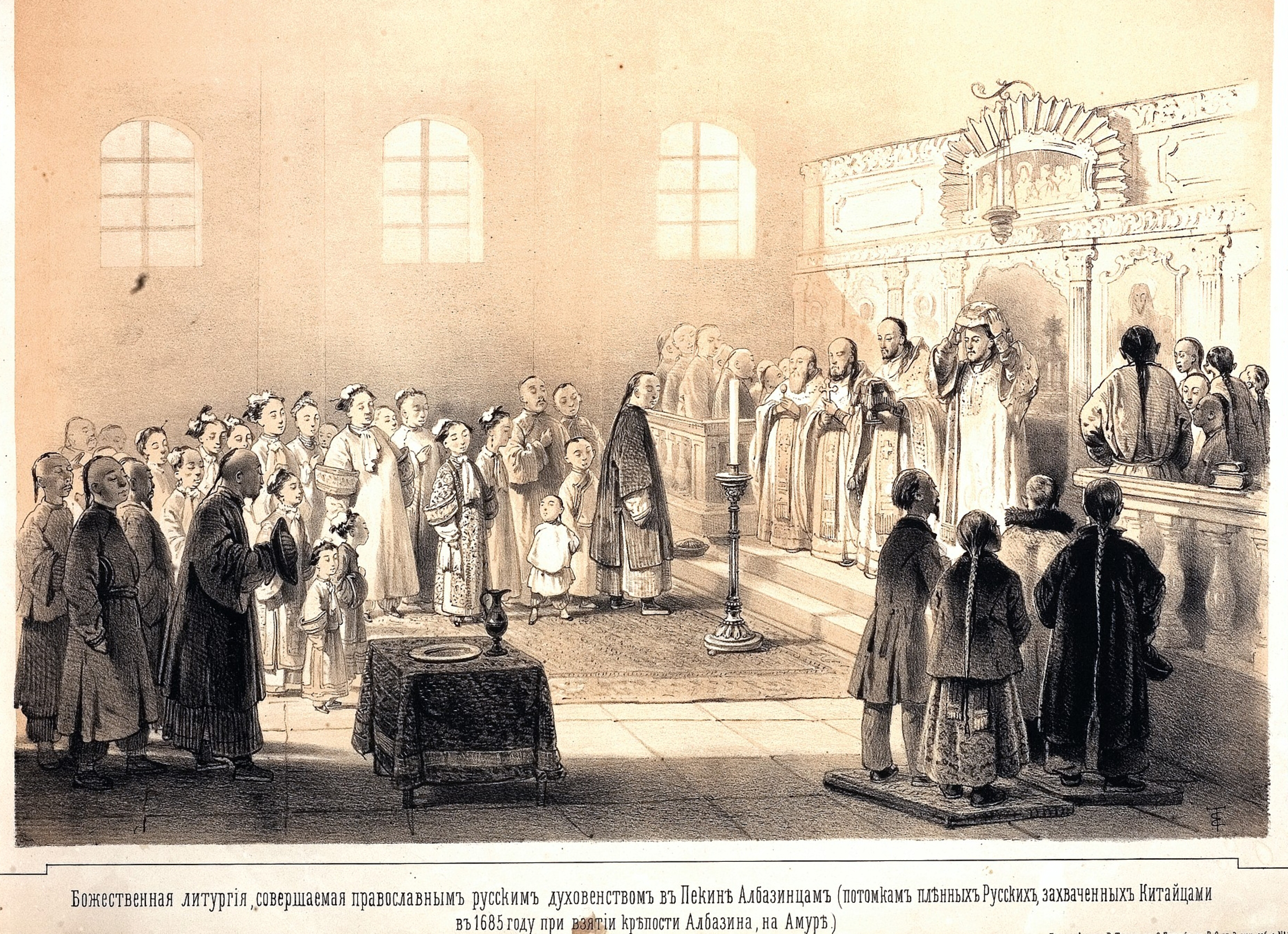
Een kerkdienst voor de Albaziners

Het bestaan van de Nicolaaskerk bleef nog enige tijd onbekend. In 1692 was de Deen Eberhard Isbrand Ides als Russische gezant in Peking aanwezig. In de gesprekken met Chinese autoriteiten vroeg hij om toestemming een Russisch-orthodoxe kerk in Peking te bouwen. In zijn verslag meldde hij niets over de reeds bestaande Nicolaaskerk. Het is mogelijk dat Ides wel van het bestaan van de kerk wist, maar geen kerk wenste die belast was met een verleden van gevangenen en deserteurs. De eerste Russische bron over de kerk dateert van 1693. Een leider van een van de Russische karavanen kreeg een brief mee van de priester Maksim Leontev gericht aan de metropoliet van Siberië met het verzoek voor attributen voor de liturgie. De metropoliet zorgde voor de attributen, organiseerde dat twee priesters bij de volgende karavaan aanwezig waren. De Nicolaaskerk werd door hen nu geconsecreerd met de naam Hagia Sofia.
In 1698 is tsaar Peter de Grote wel op de hoogte van het bestaan van de kerk. Tijdens zijn bezoek aan Nederland sprak hij met Nicolaes Witsen over de mogelijkheid een permanente Russisch-orthodoxe missie in Peking te vestigen. De tsaar ondernam in de jaren daarna echter geen actie op dat punt.

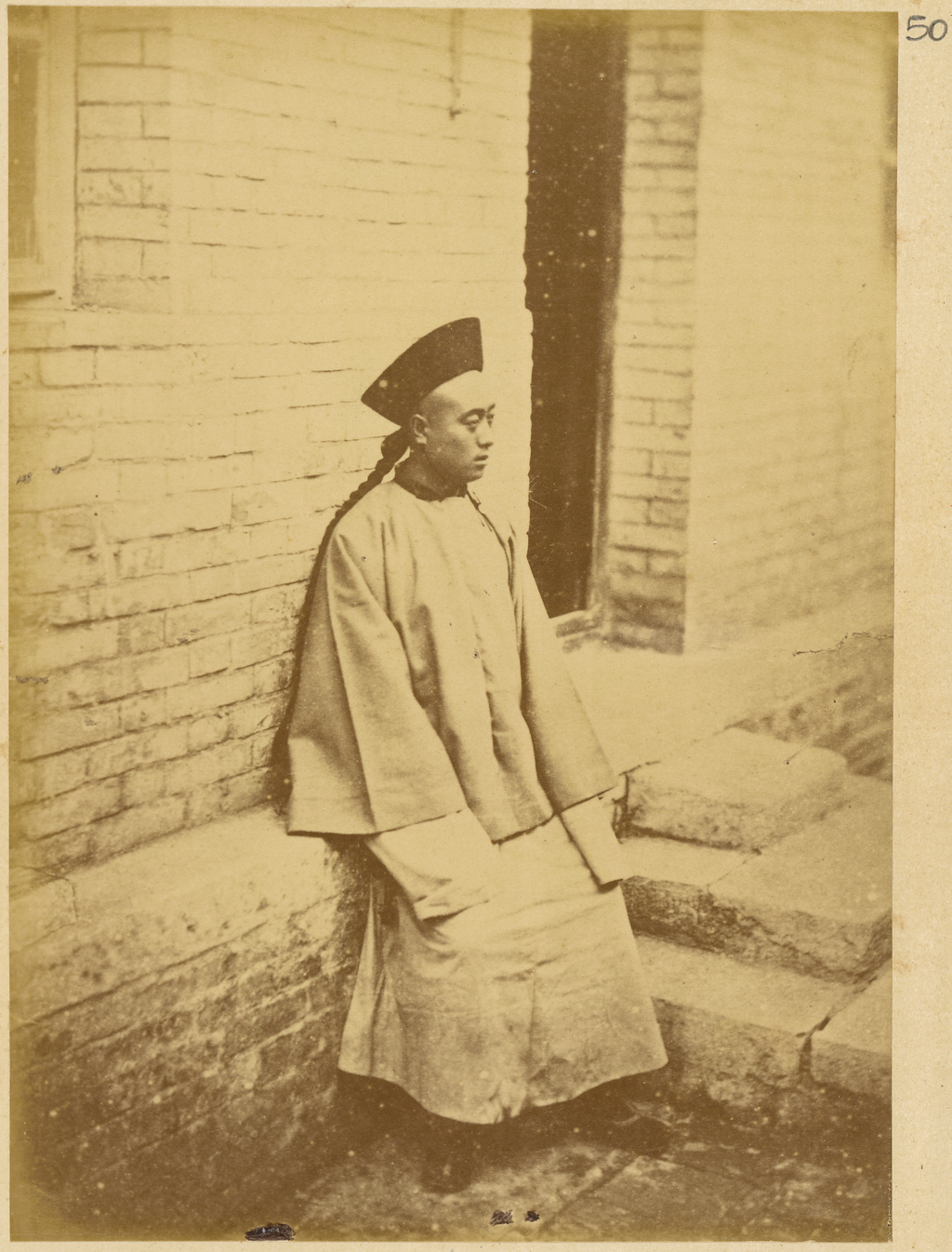
Een jeugdige Albaziner in Peking. Foto 1874

Er is nauwelijks iets bekend over de gemeenschap van de Albaziners in de periode van 1699 tot 1715. Ergens in die periode moet de priester Maksim Leontev overleden zijn. Na zijn dood werd er in de kerk door priesters die de karavanen begeleidden weleens een dienst in de kerk gehouden. Dat waren echter priesters die met de karavanen ook weer terugreisden naar Rusland. Het is echter duidelijk dat de kerk in vervallen staat verkeerde en nog maar een beperkt bezoek van gelovigen had. Een aantal van hen benaderde in 1712 een leider van een karavaan, Choedjakov, met het verzoek de Russische regering te benaderen met de vraag een nieuwe priester te zenden. Choedjakov adviseerde hen dit eerst te overleggen met de Chinese autoriteiten, aangezien de Albaziners Chinese onderdanen waren. Die bleken geen bezwaren te hebben en Choedjakov kon vertrekken met een brief aan prins Matvej Petrovitsj Gagarin, de gouverneur van Siberië, dat niet een maar meerdere priesters in Peking welkom waren.
De snelle toestemming had alles te maken met de wens van Kangxi een delegatie van hoge Mantsjoes naar de Torgut te zenden, een Mongoolse stam die in 1630 naar het gebied van de Wolgadelta was gemigreerd. Een zeer aanzienlijk deel van de reis moest dus over Russisch grondgebied plaatsvinden. Teneinde daar snel toestemming voor te krijgen werd een snelle toestemming voor het verzoek van nieuwe priesters politiek opportuun geacht. Eind 1712 vertrok de diplomaat Tulishen naar Moskou met een brief aan Gagarin waarin die toestemming nog eens formeel werd bevestigd. Dit was het meer informele begin van de Russisch-orthodoxe missie in Peking. In het verdrag van Kjachta van 1727 werd die missie formeel verankerd. Die missie werd gehuisvest in een complex in het zuiden van de stad met de naam de Russische herberg , waar ook een tweede orthodoxe kerk werd ondergebracht. De missie bestond als regel uit vier priesters en zes studenten Chinees en Mantsjoe.

## Periode vanaf achttiende eeuw
De vrijwel enige opdracht en verantwoordelijkheid voor de priesters van de missie was tot 1860 de pastorale verantwoordelijkheid voor de Albaziners. Vrijwel zonder uitzondering beschouwden die priesters de Albaziners als verdorven personen, geneigd tot excessief alcoholgebruik en wanordelijk en onverantwoord gedrag. De oorzaak werd vooral gezocht in het feit, dat de eerste generaties Albaziners zich verbonden hadden met Chinese vrouwen uit de laagste sociale klassen van de samenleving in Peking, die hen op het verkeerde pad leidden.

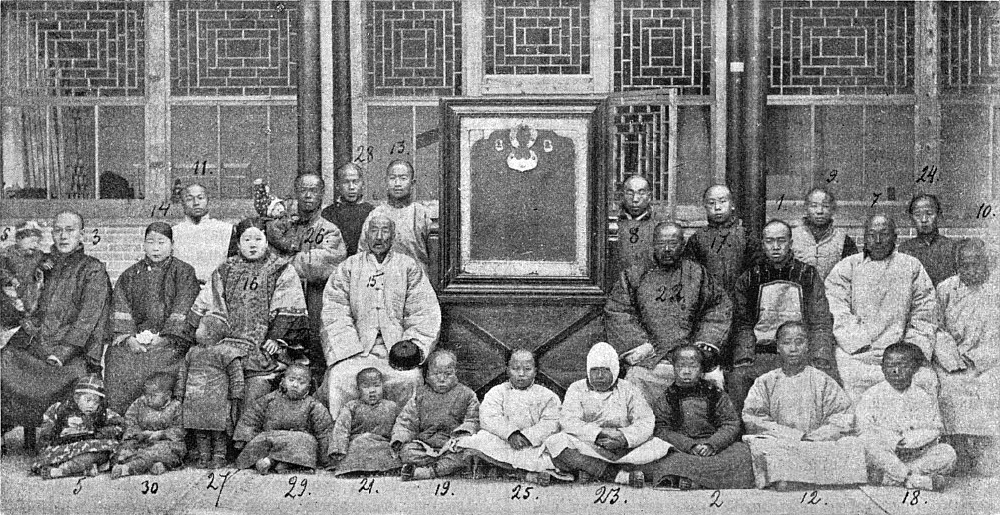
Voor de Bokseropstand gevluchte Albaziners in Tianjin in 1900

In de tweede helft van de achttiende eeuw is er wel een zekere opleving van het geloof te constateren. Die viel samen met de nieuwbouw van een kerk voor de Albaziners, nadat hun oorspronkelijke kerk door een aardbeving was verwoest. De nieuwe kerk was gewijd aan de Ontslapenis van de Moeder Gods. De opleving in het kerkbezoek had echter ook een duidelijke relatie met meer mogelijkheden die beschikbaar kwamen voor het uitdelen van giften aan kerkbezoekers en hun familie.
Het aantal Albaziners eind negentiende eeuw wordt, inclusief verwanten, op ongeveer duizend personen geschat. Tijdens de Bokseropstand in 1900 zijn er ongeveer 200 van vermoord. Hun kerk werd tijdens de opstand vernield en vervangen door een nieuwe in 1903. Deze kerk werd in 1956 afgebroken. Sinds 2009 is er op het terrein van de voormalige Russische herberg waar nu de Russische ambassade staat een nieuwe kerk, opnieuw gewijd aan de Ontslapenis van de Moeder Gods.